# Dani (football, 1951)
Pour les articles homonymes, voir Bazán et Dani.
Daniel Ruiz-Bazán Justa, surnommé Dani, est un footballeur espagnol, né le 28 juin 1951 dans le Pays basque (Sopuerta ou Güeñes), dans une localité de Biscaye. Il était attaquant.

## Biographie
Daniel Ruiz est international espagnol à 25 reprises (1977-1981) pour 11 buts.
Il participe à la Coupe du monde de football de 1978, en Argentine. Il joue un match sur 3, contre l'Autriche, en tant que titulaire. Il inscrit un but à la 21e minute au 1er tour, qui se solde par une défaite espagnole (1-2). L'Espagne est éliminée dès le 1er tour.
Il participe à l'Euro 1980, en Italie. Déjà en éliminatoires, il inscrit un doublé contre la Roumanie. En phase finale, il joue deux matchs (un en tant que titulaire contre l'Italie et un en tant que remplaçant contre l'Angleterre). Remplaçant à la mi-temps, il inscrit un but à la 48e minute sur penalty, match qui se solde par une défaite espagnole (1-2). L'Espagne est éliminée dès le 1er tour.
Il reçoit par ailleurs 3 sélections avec l'équipe du Pays basque de football pour 4 buts.
Il joue dans deux clubs du pays basque : Barakaldo Club de Fútbol, qui joue en D2 espagnole, et l'Athletic Bilbao.
Il ne remporte pas de titres avec Barakaldo Club de Fútbol mais avec le second, il remporte deux fois le Championnat d'Espagne de football (1983 et 1984), une Coupe d'Espagne de football en 1984 et une Supercoupe d'Espagne en 1984. Il est par ailleurs finaliste de la Coupe UEFA en 1977, battu en finale par la Juventus FC.

## Clubs
- 1971-1972 :  Bilbao Athletic (réserve de l'Athletic Bilbao)
- 1972-1974 :  Barakaldo Club de Fútbol
- 1974-1986 :  Athletic Bilbao

## Palmarès
- Championnat d'Espagne de football

- - Champion en 1983 et en 1984

- Coupe UEFA
  - Finaliste en 1977

- Supercoupe d'Espagne
  - Vainqueur en 1984
  - Finaliste en 1983

- Coupe d'Espagne de football
  - Vainqueur en 1984
  - Finaliste en 1985